# Mexique aux Jeux olympiques d'été de 1924
Le Mexique participe aux Jeux olympiques de 1924 à Paris au France. Il s'agit de sa deuxième participation à des Jeux d'été, le pays ayant fait l’impasse sur les quatre dernières olympiades .
La délégation est composée de 11 athlètes qui concourent en athlétisme, ainsi que deux joueurs de tennis et deux tireurs. Aucune médaille ne sera remporté.

## Résultats

### Athlétisme
Aucun athlète engagé n'a passé le stade des séries et dans beaucoup d'épreuves, les engagés n'ont pas pris part à tous les départs.
Hommes
| Mariano Aguilar                                                                  | 100 m                    | n.c. | 4   | Éliminé | Éliminé | Éliminé | Éliminé | Éliminé | Éliminé |         |         |
| Herminio Ahumada                                                                 | 100 m                    | n.c. | 6   | Éliminé | Éliminé | Éliminé | Éliminé | Éliminé | Éliminé |         |         |
| Mariano Aguilar                                                                  | 200 m                    | n.c. | 5   | Éliminé | Éliminé | Éliminé | Éliminé | Éliminé | Éliminé |         |         |
| Herminio Ahumada                                                                 | 200 m                    | n.c. | 4   | Éliminé | Éliminé | Éliminé | Éliminé | Éliminé | Éliminé |         |         |
| Carlos Garces                                                                    | 200 m                    | n.c. | 3   | Éliminé | Éliminé | Éliminé | Éliminé | Éliminé | Éliminé |         |         |
| José Martínez                                                                    | 200 m                    | n.c. | 4   | Éliminé | Éliminé | Éliminé | Éliminé | Éliminé | Éliminé |         |         |
| Guillermo Amparan                                                                | 400 m                    | 52.0 | 4   | Éliminé | Éliminé | Éliminé | Éliminé | Éliminé | Éliminé |         |         |
| Juan Escutia                                                                     | 400 m                    | n.c. | 5   | Éliminé | Éliminé | Éliminé | Éliminé | Éliminé | Éliminé |         |         |
| Carlos Garce                                                                     | 400 m                    | 51.0 | 3   | Éliminé | Éliminé | Éliminé | Éliminé | Éliminé | Éliminé |         |         |
| José Martínez                                                                    | 400 m                    | n.c. | 4   | Éliminé | Éliminé | Éliminé | Éliminé | Éliminé | Éliminé |         |         |
| Guillermo Amparan                                                                | 800 m                    | n.c. | 5   | NC      | NC      | Éliminé | Éliminé | Éliminé | Éliminé |         |         |
| José Francisco Cuevas                                                            | 800 m                    | DNS  | DNS | NC      | NC      | Éliminé | Éliminé | Éliminé | Éliminé |         |         |
| Juan Escutia                                                                     | 800 m                    | n.c. | 7   | NC      | NC      | Éliminé | Éliminé | Éliminé | Éliminé |         |         |
| Guillermo Amparan                                                                | 1500 m                   | DNS  | DNS | NC      | NC      | NC      | NC      | Éliminé | Éliminé | Éliminé | Éliminé |
| Pedro Curiel                                                                     | 1500 m                   | DNS  | DNS | NC      | NC      | NC      | NC      | Éliminé | Éliminé | Éliminé | Éliminé |
| Juan Escutia                                                                     | 1500 m                   | DNS  | DNS | NC      | NC      | NC      | NC      | Éliminé | Éliminé | Éliminé | Éliminé |
| Daniel Eslava                                                                    | 1500 m                   | n.c. | 7   | NC      | NC      | NC      | NC      | Éliminé | Éliminé | Éliminé | Éliminé |
| Pedro Curiel                                                                     | 5000 m                   | n.c. | 12  | NC      | NC      | NC      | NC      | Éliminé | Éliminé |         |         |
| Daniel Eslava                                                                    | 5000 m                   | n.c. | 13  | NC      | NC      | NC      | NC      | Éliminé | Éliminé |         |         |
| José Francisco Cuevas                                                            | 10 000 m                 | NC   | NC  | NC      | NC      | NC      | NC      | DNS     | DNS     |         |         |
| Pedro Curiel                                                                     | 10 000 m                 | NC   | NC  | NC      | NC      | NC      | NC      | DNF     | DNF     |         |         |
| Francisco Contreras                                                              | 110 m haies              | n.c. | 5   | NC      | NC      | Éliminé | Éliminé | Éliminé | Éliminé |         |         |
| José Francisco Cuevas                                                            | 3000 m steeple           | DNS  | DNS | NC      | NC      | NC      | NC      | Éliminé | Éliminé |         |         |
| Pedro Curiel                                                                     | 3000 m steeple           | DNS  | DNS | NC      | NC      | NC      | NC      | Éliminé | Éliminé |         |         |
| Juan Escutia                                                                     | 3000 m steeple           | DNS  | DNS | NC      | NC      | NC      | NC      | Éliminé | Éliminé |         |         |
| Daniel Eslava                                                                    | 3000 m steeple           | DNS  | DNS | NC      | NC      | NC      | NC      | Éliminé | Éliminé |         |         |
| Francisco Contreras                                                              | 10 km marche             | DNF  | DNF | NC      | NC      | NC      | NC      |         |         |         |         |
| José Francisco Cuevas                                                            | Cross country            | NC   | NC  | NC      | NC      | NC      | NC      | DNS     | DNS     |         |         |
| Pedro Curiel                                                                     | Cross country            | NC   | NC  | NC      | NC      | NC      | NC      | DNS     | DNS     |         |         |
| Juan Escutia                                                                     | Cross country            | NC   | NC  | NC      | NC      | NC      | NC      | DNS     | DNS     |         |         |
| Daniel Eslava                                                                    | Cross country            | NC   | NC  | NC      | NC      | NC      | NC      | DNS     | DNS     |         |         |
| Herminio Ahumada Mariano Aguilar Francisco Contreras Carlos Garces José Martínez | relais 4 × 100 m         | DNS  | DNS | NC      | NC      | Éliminé | Éliminé | Éliminé | Éliminé |         |         |
| Herminio Ahumada Guillermo Amparan Juan Escutia Carlos Garces José Martínez      | relais 4 × 400 m         | DNS  | DNS | NC      | NC      | NC      | NC      | Éliminé | Éliminé |         |         |
| José Francisco Cuevas Pedro Curiel Juan Escutia Daniel Eslava                    | 3000 m par équipe        | DNS  | DNS | NC      | NC      | NC      | NC      | Éliminé | Éliminé |         |         |
| José Francisco Cuevas Pedro Curiel Juan Escutia Daniel Eslava                    | cross country par équipe | NC   | NC  | NC      | NC      | NC      | NC      | DNS     | DNS     |         |         |

| Athlètes            | Épreuve          | Qualification | Qualification | Finale      | Finale  |
| Athlètes            | Épreuve          | Performance   | Rang          | Performance | Rang    |
| ------------------- | ---------------- | ------------- | ------------- | ----------- | ------- |
| Alfonso Stoopen     | Saut en hauteur  | DNS           | DNS           | Éliminé     | Éliminé |
| Francisco Contreras | Saut en longueur | 5.735         | 28            | DNS         | DNS     |
| Alfonso Stoopen     | Saut en longueur | 5.480         | 32            | Éliminé     | Éliminé |
| Jesús Aguirre       | lancer de poids  | 9.470         | 27            | Éliminé     | Éliminé |
| Jesús Aguirre       | lancer de disque | DNS           | DNS           | Éliminé     | Éliminé |

### Tennis
En simple, Felipe del Canto s'incline dès son premier match face au Roumain Gheorghe Lupu (4–6, 3–6, 4–6) tandis que son compatriote Mariano Lozano perd trois manche à une face au Danois Einar Bache (6–2, 6–8, 7–9, 4–6).
Associés pour le double masculin, la paire est exemptée de premier tour mais s'incline contre les Grecs Zerlentis / Papadopoulos (2–6, 3–6, 6–4, 2–6)

### Tir
Tirso Hernández participe à l'épreuve du pistolet feu rapide à 25 mètres, avec un total de 15 (30e place).
L'autre tireur engagé Manuel Solis, réalise sur cette même épreuve un total de 17 ratant une seule cible (9e place). Il participe aussi au tir à la carabine à 50 mètres position couché mais avec moins de succès (353 points et une	64e place.